# Гаджієв Булач Імадутдинович
Булач Імадутдинович Гаджі́єв (2 травня 1919, Мегеб — 8 червня 2007, Буйнакськ) — дагестанський радянський педагог, краєзнавець і письменник, народний вчитель СРСР. Народний Герой Дагестану.

## Життєпис
Народився 2 травня 1919 року в аулі Мегеб, нині Гунібський район Дагестану в багатодітній селянській родині. Брат Магомета і Альберта Гаджієвих.
У 1930 році закінчив 5 класів тюркської школи в місті Буйнакську. З 1932 по 1937 роки служив вихованцем у частинах військово-морського флоту на Чорному морі і Тихому океані. У 1937—1939 роках продовжив навчання у м. Буйнакську, здобувши середню освіту. З 1939 року працював старшим піонервожатим і вчителем фізкультури в Буйнакській середній школі. З початком німецько-радянської війни добровільно пішов до лав РСЧА й, пройшовши всю війну, демобілізувався у серпні 1945 року.
У 1947 році, закінчивши один курс історичного факультету Дагестанського державного педагогічного інституту, перейшов на заочне відділення і виїхав у село Акуша Акушинського району, де викладав історію в 5-7 класах. Після закінчення інституту Булач Гаджієв протягом багатьох років працював у середній школі № 5 м. Буйнакська.
У 1952 році створив і протягом 45 років очолював Клуб краєзнавців при школі № 5. Під його керівництвом члени клубу здійснили безліч походів Дагестаном, побували в Грузії, Північної Осетії, Чечні та Інгушетії. Ними на території Дагестану знайдені в 16 місцях наскельні зображення, виконані прадавніми мисливцями, печери стародавніх мисливців, п'ять поселень середньовіччя, поселення християн приблизно VII-ІХ ст. н. е. На основі матеріалів клубу був створений шкільний музей.
Автор понад 40 книг з історії Дагестану, серед яких: «Дагестан в історії та легендах», «Брама до гір Дагестану», «Біля підніжжя Сала-Тау», «Слідами М. Ю. Лермонтова в Дагестані», «Бранці дагестанських гір», «У кожного була своя війна», «Я – вчитель», «Біля відрогів Ісмаїл-мєера», «Таємниці дагестанських скель», «Шлях на Гуніб», «Біля підніжжя Гімринського хребта», «Шаміль: Від Гімр до Медіни», «Магомет Гаджієв від Дагестану до Антарктиди», «Дочки Дагестану» та інші.

## Нагороди і почесні звання
Нагороджений орденами Леніна, Вітчизняної війни 2-го ступеня, «Знак Пошани» і медалями, в тому числі «Золотою медаллю Шаміля».
Удостоєний почесних звань «Заслужений вчитель Дагестанської АРСР», «Заслужений вчитель РРФСР», «Народний вчитель СРСР», «Народний Герой Дагестану».
Лауреат премій імені Н. К. Крупської та імені С. Стальського.
Почесний громадянин міста Буйнакська.